# Dehidroepiandroszteron
A dehidroepiandroszteron (DHEA), más néven androsztenolon, egy endogén szteroid hormon prekurzor. Ez az egyik leggyakoribb keringő szteroid az emberekben. A DHEA-t a mellékvesék, az ivarmirigyek és az agy termeli. Metabolikus köztitermékként működik az androgén és ösztrogén nemi szteroidok bioszintézisében mind az ivarmirigyekben, mind más szövetekben. A DHEA-nak azonban önmagában is számos potenciális biológiai hatása van, számos nukleáris és sejtfelszíni receptorhoz kötődik, és neuroszteroidként, valamint a neurotróf faktor receptorok modulátoraként működik.
Az Egyesült Államokban a DHEA-t vény nélkül kapható táplálékkiegészítőként és prasteron nevű gyógyszerként árusítják.